# Ciclo uterino
Il ciclo uterino è costituito dalle modificazioni cicliche che hanno lo scopo di preparare la mucosa uterina ad accogliere l'uovo fecondato, sia morfologiche che funzionali, introdotte nella mucosa uterina o endometrio dagli ormoni ovarici estrogeni e progestinici.
Il ciclo uterino inizia per convenzione il primo giorno del flusso mestruale.

## Fase emorragica (mestruale)
Da 3 a 6 giorni: inizia la maturazione di un follicolo nell'ovaio e avviene la degenerazione, il distacco e l'eliminazione, insieme a sangue, di tutto lo strato funzionale dell'endometrio fino allo stato basale che rimane intatto.
La chiusura prolungata delle arterie provoca in seguito ad un'ischemia la degenerazione della mucosa. Nel tardo periodo mestruale hanno già luogo i fenomeni rigenerativi che caratterizzano la fase successiva.

## Fase riparativa
Dura dalle 24 alle 36 ore e molto spesso si sovrappone agli eventi terminali della fase emorragica. Durante questa fase inizia la rigenerazione dell'endometrio partendo dalla ricostituzione dell'epitelio uterino (contribuirà ad arrestare il flusso mestruale).

## Fase proliferativa
Fino al 14º giorno (corrisponde alla fase follicolare del ciclo ovarico): inizia un'intensa attività proliferativa delle cellule dello stroma, delle ghiandole e dei vasi sanguigni provvedendo alla riparazione della mucosa uterina che diventa sempre più alta e iperemica.

## Fase secretiva o luteinica
Fino al 28º giorno (corrisponde alla fase luteinica del ciclo ovarico): la mucosa uterina termina il suo accrescimento e si prepara ad accogliere l'uovo nel caso venga fecondato. La mucosa uterina è edematosa e spessa fino a 6 mm, le ghiandole diventano tortuose (secondo alcune fonti questo evento e i successivi appartengono ad un'ulteriore fase del ciclo uterino: la fase congestizia), le cellule dello stroma si trasformano in cellule preciduali (cellule grandi in cui si accumulano glicogeno e lipidi) e le arterie si dilatano spiralizzandosi progressivamente.